# NDイリリヤ1911
NDイリリヤ1911（ND Ilirija 1911）は、スロベニアのリュブリャナをホームタウンとするサッカークラブである。

## 歴史
1911年5月9日にリュブリャナで創設された。第一次世界大戦の影響で活動を停止したが、戦後に活動を再開し、ユーゴスラビア王国時代には1920年にスロベニアリーグの初代優勝チームに輝いたのを皮切りに通算12回の優勝を記録した。1936年に1920年創設のASKプリモリェと合併した。
2015-16シーズンは3.SNLに参加、2.SNL昇格プレーオフに進出したが、ブレージツェ1919に0-4、2-0で敗れて昇格を逃した。
2016-17シーズンに3.SNL・中央地域で2位になり、優勝したNKブラヴォと共に2.SNLに昇格した。
2018-19シーズンは2.SNLに参加、最終節にナフタ1903に敗れたことによりブレージツェ1919に勝ち点で並ばれ、当該チーム間の対戦成績によりイリリヤ1911が3.SNLに降格した。

## 獲得タイトル
- 3.SNL：1回
  - 2015-16